# La Fabrique (animation)
Pour les articles homonymes, voir La Fabrique.
La Fabrique est un studio d'animation et une maison de production de films d'animation française, cévenole, dont le siège se trouve à Saint-Laurent-le-Minier, dans le Gard. Elle produit des films d'auteurs, téléfilms, des courts métrages et des longs métrages.

## Histoire
Tout a commencé lorsque Jean-François Laguionie, réalisateur de courts-métrages d'animation, dont La Traversée de l'Atlantique à la rame, a trouvé, en se promenant le long d'un cours d'eau, un ancien atelier de bobinage de fil de soie. Il s'y installa pour commencer, avec quelques amis, la réalisation du long-métrage : Gwen, le livre de sable. Existant dans les Cévennes depuis 1979, La Fabrique devient une fondation en 1984. Puis en 1987 elle devient une société de production. Un deuxième long métrage, Le Château des singes, sort en 1995.
Cette société est également à la base de la série en papier découpé Princes et Princesses de Michel Ocelot, le réalisateur de Kirikou et la Sorcière.
Le 6 janvier 2009, la société La Fabrique (340506906) a été mise en liquidation judiciaire. Ses actifs ont été cédés à la société La Fabrique Productions (510945488), mise en liquidation judiciaire à son tour le 18 janvier 2017.

## Filmographie
- 1984 : Gwen, le livre de sable
- 1995 : Le Château des singes
- 2000 : Princes et Princesses
- 2004 : L'Île de Black Mór
- 2007 : Tous à l'Ouest (sous-traitance pour Xilam)
- 2009 : Kérity la maison des contes
- 2010 : L'Apprenti Père Noël
- 2016 : Louise en hiver